# Bradleya oertlii
Bradleya oertlii is een mosselkreeftjessoort uit de familie van de Hemicytheridae. De wetenschappelijke naam van de soort is voor het eerst geldig gepubliceerd in 1964 door Ducasse.